# 미사엘 파스트라나 보레로

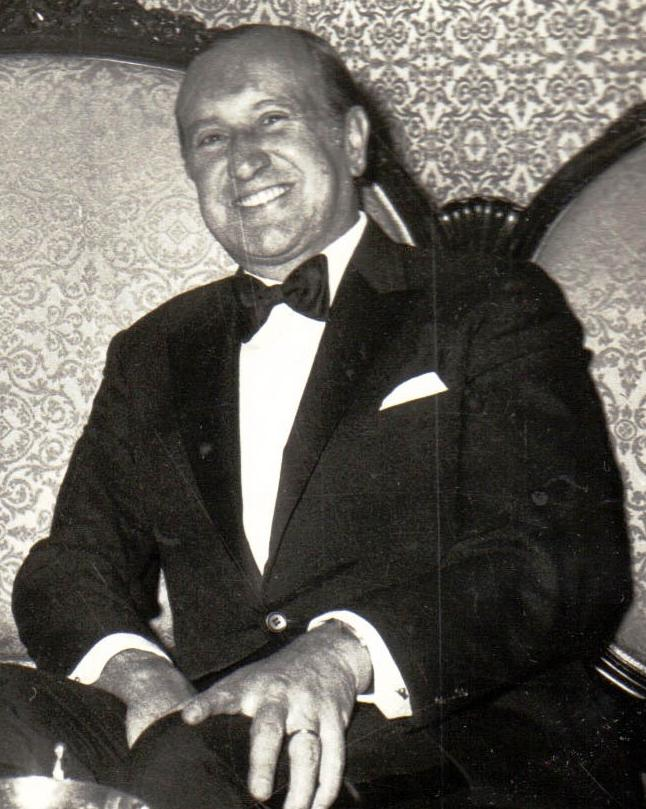
미사엘 파스트라나 보레로 (1973년)

미사엘 파스트라나 보레로(스페인어: Misael Pastrana Borrero, 1923년 11월 14일~1997년 8월 21일)는 콜롬비아의 정치인이다. 1970년 8월 7일부터 1974년 8월 7일까지 콜롬비아의 제23대 대통령을 역임했다.
우일라주 네이바 출신이다. 1945년 사비에르 교황청 대학교를 졸업했다. 1949년부터 1952년까지 마리아노 오스피나 페레스 대통령의 비밀 보좌관을 역임했으며 1958년부터 1962년까지 알베르토 예라스 카마르고 행정부에 세 차례나 장관을 역임했다.
1969년부터 1970년까지 미국 주재 콜롬비아 대사를 역임했고 1970년 대통령 선거에서 보수당 소속으로 출마하여 당선되었다.

## 역대 선거 결과
| 선거명      | 직책명            | 대수 | 정당            | 득표율 | 득표수      | 결과 | 당락                 |
| ----------- | ----------------- | ---- | --------------- | ------ | ----------- | ---- | -------------------- |
| 1970년 선거 | 콜롬비아의 대통령 | 23대 | 콜롬비아 보수당 | 40.69% | 1,625,025표 | 1위  | 콜롬비아 대통령 당선 |